# Jajolika ostika
Jajolika ostika (lat. Aegilops neglecta) je vrsta jednogodišnje biljke iz porodice trava. Autohtona je u dijelovima jugozapadne i jugoistočne Europe (uključujući Hrvatsku), sjeverne Afrike i dijelova Azije (Turska, Sirija, Kavkaz, Irak, Iran). Uvezena je i u druge zemlje, među ostalima i u Kaliforniju gdje joj je narodni naziv “Three-awned goat grass”
Jajolika ostika je  naziv i za vrstu Aegilops geniculata. Postoje 3 podvrste.